# 2004 في الجزائر
فيما يلي قوائم الأحداث التي وقعت خلال عام 2004 في الجزائر.

## رياضة
- 1 يناير – الجزائر في الألعاب الأولمبية الصيفية 2004
- 1 يناير – الجزائر في الألعاب البارالمبية الصيفية 2004

## برامج ومسلسلات وأنمي
- ناس ملاح سيتي

## وفيات

### يناير
- 1 يناير – علي زعموم (مواليد 1933) سياسي جزائري.
- 7 يناير – ماريو زاتللي (مواليد 1912) لاعب كرة قدم فرنسي.
- 24 يناير – أحمد ميهوبي (مواليد 1924) لاعب كرة قدم.

### أبريل
- 1 أبريل – الشيخة الجنية (مواليد 1954) مغنية جزائرية.

### يونيو
- 20 يونيو – نبيل صحراوي (مواليد 1966) أمير الجماعة السلفية للدعوة والقتال.

### سبتمبر
- 4 سبتمبر – سميرة بليل (مواليد 1972) ناشطة فرنسية جزائرية الأصل ضد العنف الجنسي.

### أكتوبر
- 9 أكتوبر – جاك دريدا (مواليد 1930) فيلسوف فرنسي.
- 9 أكتوبر – عبد الحميد بوشوك (مواليد 1927) لاعب كرة قدم جزائري.
- 9 أكتوبر – يحيى بن مبروك (مواليد 1928)